# Ulrich von Wilamowitz-Moellendorff
Enno Friedrich Wichard Ulrich von Wilamowitz-Moellendorff, né le 22 décembre 1848 dans le domaine de Markowitz, arrondissement d'Inowrazlaw (de) en province de Posnanie et mort le 25 septembre 1931 à Berlin, fut l'un des plus célèbres philologues allemands.

## Biographie

### Formation

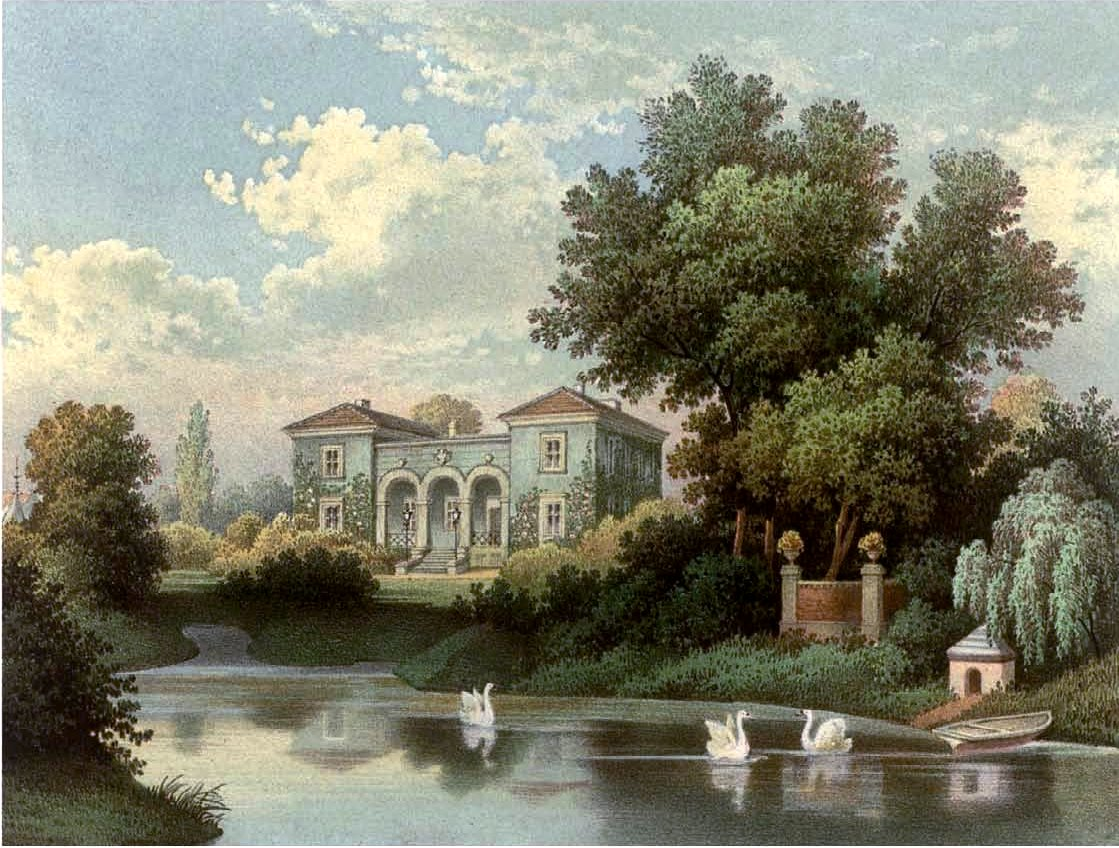
Vue du manoir de Markowitz vers 1860 (recueil d'Alexander Duncker)

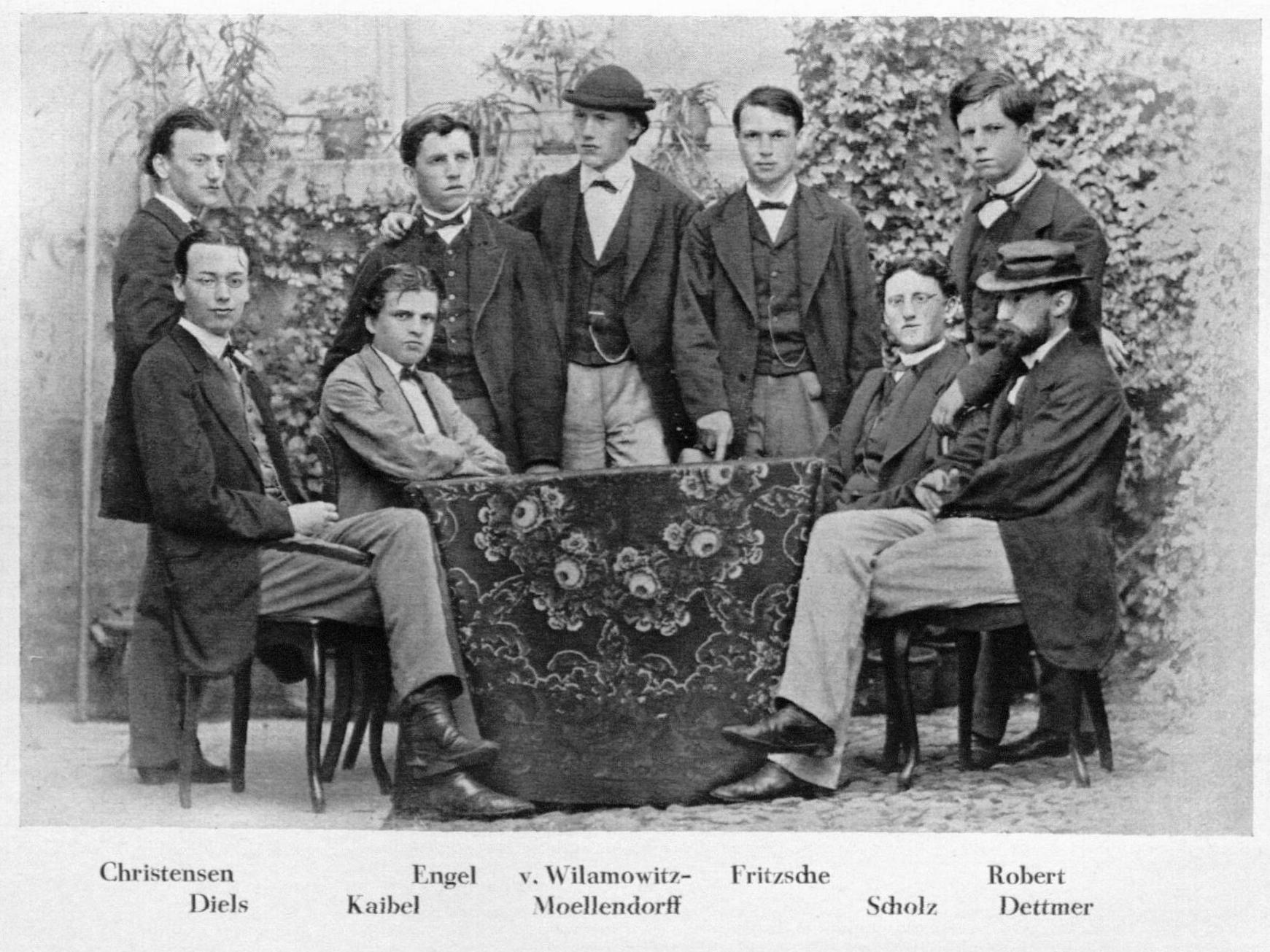
Le jeune Wilamowitz-Möllendorff à l'université de Bonn en 1869: il est debout au milieu avec un chapeau, en compagnie notamment de Diels et de Kaibel.

Wilamowitz-Moellendorff est le troisième enfant d'une famille aristocratique de Posnanie : son père, le baron Arnold von Wilamowitz-Möllendorff (qui acheta le manoir de Markowitz en 1836) et sa mère, née Ulrike von Calbo, eurent quatre enfants. Il fréquenta le lycée de Pforta, l'un des plus réputés d'Allemagne pour les études classiques (rhétorique, latin, grec), et obtint son baccalauréat en 1867. Il se spécialisa en philologie classique et fréquenta l'université de Bonn jusqu'en 1869, où il s'intéressa particulièrement à l'enseignement d'Otto Jahn et de Hermann Usener. Tandis que ses relations avec ce dernier professeur restèrent toujours tendues, et qu'il développa une rivalité féroce avec son condisciple Nietzsche, il noua une amitié durable avec Hermann Diels, qui avait le même âge que lui. Ensemble, ils quittèrent Bonn pour Berlin et en 1870 Wilamowitz obtint le doctorat de philosophie. Volontaire dans l'armée prussienne pendant la guerre de 1870, il fit ensuite un voyage d'étude en Italie et en Grèce avec son ancien condisciple de Bonn, Georg Kaibel.

### Polémique avec Nietzsche
À son retour, il déclencha une polémique remarquée en s'attaquant, dans deux libelles violents, à la thèse de Nietzsche, La Naissance de la tragédie. Par ces libelles, publiés en un volume sous le titre de Philologie futuriste (Zukunftsphilologie!), un jeune diplômé osait s'attaquer au professeur Erwin Rohde, de l’université de Kiel, et à un professeur tout juste habilité à enseigner (Nietzsche). Richard Wagner, que la théorie de Nietzsche confortait dans ses conceptions esthétiques, se mêla à la querelle par une lettre ouverte à la presse. Sur le fond, Nietzsche et Rohde dénigraient l'œuvre d'Euripide, dans laquelle ils voyaient la décadence et la disparition de l'esprit initial de la tragédie grecque. Wilamowitz de son côté regardait la thèse de Nietzsche comme une attaque contre les fondements même de la pensée rationnelle ; ses libelles prétendaient défendre la philologie traditionnelle contre une conjecture iconoclaste. Wilamowitz reconnut beaucoup plus tard dans ses Mémoires que cette querelle résultait en définitive d'un malentendu.

### Professeur d'université
Wilamowitz soutint sa thèse d'habilitation, consacrée aux Analecta Euripidea, en 1875, et prononça cette même année sa leçon inaugurale comme privat-docent à Berlin. Sa carrière est désormais toute tracée :
- 1876 – nommé professeur de philologie classique à l'université  Ernst-Moritz-Arndt de Greifswald.
- 1878 – Il épouse la fille de l'illustre historien Theodor Mommsen (il avait travaillé avec lui à l'Institut archéologique allemand de Rome).
- 1883 – Obtient la chaire de philologie classique et d'histoire de l'Antiquité à l'université de Göttingen. Il fera appeler un peu plus tard son ancien collègue de l'université de Greifswald, Julius Wellhausen (1844-1918), instigateur en philologie biblique de l'Hypothèse documentaire, comme professeur de théologie dans ce même établissement.
- 1891 – recteur adjoint de l'université, membre correspondant de l'Académie des Sciences de Prusse.
- 1892 – membre de l'association scientifique de Göttingen, pour laquelle il rédige un dictionnaire de latin, Thesaurus Linguae Latinae.
- 1897 – Nommé professeur de l'université Frédéric-Guillaume de Berlin, poste qu'il conserva jusqu'en 1921, date à laquelle il obtint la distinction de professeur émérite. Un large public se pressait à ses conférences bi-hebdomadaires sur l'histoire antique.
- 1899 – Membre de l'Académie des Sciences de Prusse, dont il devient président en 1902. À ce poste, il appuya la rédaction d'un recueil d'épigraphie grecque.
- Il est membre associé étranger de l'Académie des inscriptions et belles-lettres de l'Institut de France.

### Reconnaissance internationale
Wilamowitz fut invité à prononcer des conférences aux universités d'Oxford (1908) et d'Uppsala (1912). Il fut nommé membre correspondant de l'académie d'Oslo en 1909. À l'opposé, le climat de revanche qui régnait en France fit que seuls les chercheurs connaissaient le travail du philologue prussien. C'est d'ailleurs la conscience du retard de la philologie française sur l'érudition antiquisante allemande, dont Wilamowitz avait été l'un des plus importants contributeurs, et la dépendance des chercheurs francophones vis-à-vis des traductions et des recherches germaniques, qui suscitèrent la création de l'Association Guillaume Budé juste avant la Première Guerre mondiale.

### Attitude pendant la Première Guerre mondiale
Il prononça des discours patriotiques dès le début de la guerre. Dans le même esprit, il fut l'un des signataires du Manifeste des 93 soutenant le point de vue allemand au début de la Première Guerre mondiale.

## Anecdote
Dans son roman Siegfried et le Limousin (chap. 1), Jean Giraudoux tourne en dérision Wilamowitz en en faisant le plagiaire d'un érudit français en retraite, reconverti dans le journalisme d'opposition... Il faut dire que Wilamowitz, peu avant la guerre, avait lancé une pétition auprès des étudiants en faveur de l'entrée en guerre de l'Allemagne, pétition qui avait recueilli 3 016 signatures.

## Œuvres
Wilamowitz, par delà ses prises de position nationalistes, est une figure centrale de la philologie classique des XIXe et XXe siècles. Expert de la littérature grecque, il s'opposa à la critique textuelle de Friedrich August Wolf et de Karl Lachmann : représentant du néo-classicisme, il préférait à l'histoire des textes, une reconstruction de la biographie des auteurs à partir de leurs œuvres. Outre ses cours (La littérature grecque de l'Antiquité, la poésie hellénistique), il donna des éditions critiques célèbres d'Euripide, Homère, Eschyle, Pindare et Aristote publiées aux éditions Teubner, et que l'on retrouve encore aujourd'hui citées dans toute édition de ces auteurs.
- In wieweit befriedigen die Schlüsse der erhaltenen griechischen Trauerspiele? Ein ästhetischer Versuch [1867]. Edited by William M. Calder III, Leiden 1974.
- Observationes criticae in comoediam Graecam selectae (Dissertation Berlin 1870), Berlin: Schade 1870.
- Analecta Euripidea (Habilitationsschrift Berlin 1875), Berlin: Borntraeger 1875.
- Homerische Studien, 1878, Berlin
- Aus Kydathen, Berlin 1880.
- Antigonos von Karystos, Berlin: Weidmann 1881. 2. Auflage 1966.
- Homerische Untersuchungen, Berlin: Weidmann 1884.
- Aristoteles und Athen, Berlin: Weidmann 1893. 2 Bände.
- Einleitung in die attische Tragödie (Euripides Herakles erklärt, Bd. 1). Berlin: Weidmann 1889.
- Die Textgeschichte der griechischen Lyriker, Berlin: Weidmann 1900. 2. Auflage 1970.
- Reden und Vorträge, Berlin: Weidmann 1901. 4., umgearbeitete Auflage 1925–1926.
- Griechisches Lesebuch, Berlin: Weidmann 1902. 2 Bände.
- Die Textgeschichte der griechischen Bukoliker, Berlin: Weidmann 1906.
- Einleitung in die griechische Tragödie, Berlin: Weidmann 1907. Unveränderter Nachdruck aus Euripides Herakles, Band 1, Kapitel 1–4. 1. Auflage.
- Paul Hinneberg (Herausgeber): Die Kultur der Gegenwart. Folgende Bände stammen von Wilamowitz:
  - Die griechische und lateinische Literatur und Sprache, Berlin: Teubner 1907. 2. verbesserte und vermehrte Auflage. 3. stark verbesserte und vermehrte Auflage 1912. Nachdruck 1995.
  - Staat und Gesellschaft der Griechen und Römer, Berlin: Teubner 1910. 2. Auflage 1923. Nachdruck 1979.
- Sappho und Simonides: Untersuchungen über griechische Lyriker, Berlin: Weidmann 1913. Nachdruck 1966, 1985.
- Aristoteles: Aristoteles und Athen, 2 vol., Berlin, 1916.
- Vitæ Homeri et Hesiodi, Bonn, 1916
- Aischylos: Interpretationen, Berlin: Weidmann 1914. 2. Auflage Zürich/ Dublin 1967.
- Reden aus der Kriegszeit, Berlin: Weidmann 1915.
- Die Ilias und Homer, Berlin: Weidmann 1916. 3. Auflage 1966.
- Der griechische und der platonische Staatsgedanke, Berlin: Weidmann 1919. Mit drei anderen Schriften von Luciano Canfora ediert: Tra scienza e politica: quattro saggi (Antiqua 18)
- Platon. Leben und Werke/ Beilagen und Textkritik, Berlin: Weidmann 1919. 2 Bände. 2. Aufl. 1920, 3. Aufl. 1929, 4. Aufl. 1948, 5. Aufl. 1969, Nachdruck 1992.
- Griechische Verskunst. Berlin: Weidmann 1921. 3. Auflage 1975.
- Geschichte der Philologie. Berlin/Leipzig: Teubner 1921; 3. Auflage Leipzig 1927; Nachdrucke: ebenda 1959; Stuttgart/Leipzig 1998.
  - History of Classical scholarship. Translated from the German by Alan Harris. Edited with Introduction and Notes by Hugh Lloyd-Jones, London 1982
- Hellenistische Dichtung in der Zeit des Kallimachos, Berlin: Weidmann 1924. 2 Bände. 2. Auflage 1973.
- Die Heimkehr des Odysseus: Neue homerische Untersuchungen, Berlin: Weidmann 1927.
- Erinnerungen 1848–1914, Leipzig: Koehler 1928. 2., ergänzte Auflage 1929.
  - Englische Übersetzung von George Chatterton Richards: My recollections, 1848–1914, London 1930.
- Kyrene. Berlin: Weidmann 1928.
- Der Glaube der Hellenen, 2 Bde. Berlin: Weidmann 1931–1932. 2. Auflage, Darmstadt: Wissenschaftliche Buchgesellschaft 1955, Nachdrucke 1959, 1984, 1994.
- Kleine Schriften, herausgegeben von Paul Maas u. a. mit Unterstützung der Preußischen Akademie der Wissenschaften. Berlin: Weidmann 1935–1972. 6 Bände.
- Friedrich Hiller von Gaertringen (Hrsg.): ΕΛΕΓΕΙΑ [ELEGEIA], Berlin 1938

### Éditions et traductions critiques
- Callimachi hymni et epigrammata, Berlin: Weidmann 1882. 2. Auflage 1897.
- Aischylos Agamemnon Griechischer Text und deutsche Übersetzung, Berlin: Weidmann 1885.
- Isyllos von Epidauros, Berlin: Weidmann 1886.
- Euripides Herakles, Berlin: Weidmann 1889. 3 Bände. 2. Auflage 1895. 3. Auflage 1910. 4. Auflage 1959.
- Euripides Hippolytos. Griechisch und deutsch, Berlin: Weidmann 1891.
- (mit Georg Kaibel): Aristotelis Politeia Athēnaiōn, Berlin: Weidmann 1891. 3. Auflage 1898.
- Orestie: Griechisch und deutsch, Berlin: Weidmann 1896.
- Bakchylides, Berlin: Weidmann 1898.
- Griechische Tragoedien, Berlin: Weidmann ab 1899. 14 Bände
- Die Reste des Landmannes von Menandros, Berlin: 1899.
- Adonis / Bion von Smyrna. Deutsch und Griechisch, Berlin: Weidmann 1900.
- Der Timotheos-Papyrus gefunden bei Abusir am 1. Februar 1902, Leipzig: Hinrichs 1903.
- Bucolici graeci, Oxford: Clarendon Press 1905.
- Wilhelm Schubart, Ulrich von Wilamowitz-Moellendorff (Bearbeiter): Epische und elegische Fragmente, Berlin: Weidmann 1907.
- Aeschyli tragoediae, Berlin: Weidmann 1914. Editio minor 1915.
- Pindaros, Berlin: Weidmann 1922. 2. Auflage 1966.
- Menander: Das Schiedsgericht, Berlin: Weidmann 1925. Nachdruck 1958.

### Traductions en français
- Qu’est-ce qu’une tragédie attique ? Introduction à la tragédie grecque, trad. fr. Alexandre Hasnaoui, Paris, Les Belles Lettres, 207 p., 2001  (ISBN 978-2251441726)

## Élèves
(liste non exhaustive)
- Auguste Diès (1875-1958)
- Carl Wilhelm Vollgraff (1876-1967)
- Werner Jaeger (1888-1961), qui lui succéda à la chaire de philologie classique à l'Université de Berlin.